# Адалберт фон Зафенберг
Адалберт фон Зафенберг-Ньорвених (на немски: Adalbert von Saffenberg-Nörvenich; също Adolf von Nörvenich; * пр. 1074; † 16 декември 1109/1110 в Зафенберг в Майшос) от фамилията Зафенберг/Зафенбург е граф на Зафенберг и Ньорвених, адвокат на манастир Клостеррат (днес манастир „Ролдук“ при Керкраде в Нидерландия).

## Произход
Той е син на граф Херман IV фон Зафенберг († 1172/1091) и съпругата му Гепа фон Верл (* 1032; † пр. 1108), дъщеря на граф Адалберт фон Верл. Внук е на граф Адолф II фон Ньорвених (* ок. 987; † сл. 1041), граф в Келдахгау, и праправнук на пфалцграф Херман I от Лотарингия († 996). Брат е на Адолф фон Ньорвених († 1094), Херман II фон Зафенберг и на Готфрид фон Зафенберг († сл. 1098).
Фамилията Зафенберг произлиза от последните графове от род Берг в каролингския Келдахгау. Замъкът Зафенбург се намира в Майшос в Артал.
Адалберт фон Зафенберг е пограбан в манастир Клостеррат (днес манастир Ролдук при Керкраде в Нидерландия).

## Фамилия
Първи брак: с Гертруд († сл. 1075/сл. 1131). Те имат една дъщеря:
- фон Зафенберг, омъжена за Еберхард фон Фройсберг († 1131)

Втори брак: сл. 1073 г. с Мехтилд († 4 ноември 1110 в замък Холенде), вдовица на граф Гизо II († 1073) или Гизо III фон Холенден († 1073). Те имат децата:
- Адолф II фон Зафенберг (I/III)-Ньорвених/IV († 12 октомври 1152), граф в Кьолнгау и Рургау, адвокат на Мариентал и Св. Касий в Бон, женен 1122 г. за Маргарета фон Шварценбург (* ok. 1100; † сл. 1134), дъщеря на Енгелберт фон Шварценбург († сл. 1125) и съпругата му фон Мюленарк
- Адалберт/Аделберт I фон Зафенберг († 1109), адвокат на Клостерпат
- Адолф IV фон Зафенберг-Роергау (* ок. 1098; † сл. 1158), граф в Роергау
- Херман фон Зафенберг († ок. 1148), пропст в Ксантен